# 트랜스포머 (애니메이션)
《트랜스포머》(The Transformers)는 트랜스포머 프랜차이즈로서 최초로 제작된 텔레비전 애니메이션 시리즈이다. 1984년 9월 17일부터 1987년 11월 11일까지 방영되었다. 이 시리즈는 차량이나 다른 물건으로 변신하는 거대 로봇 간의 전쟁을 다룬다. 미국에서 각본 작성과 녹음이 진행되었으며, 애니메이션은 일본과 대한민국에서 제작되었다. 그 스스로는 다카라에에서 제작된 다이아클론과 마이크로맨 완구 라인을 기반으로 하는 해즈브로의 트랜스포머 완구 라인을 소재로 한다. 이 시리즈의 스토리는 두 번째와 세 번째 시즌 사이에 일어나는 이야기인 《유니크론과 변신로보트》(The Transformers: The Movie)로 보충된다. 
일본에서는 시즌 1, 2가 《다타카에! 조 로봇토 세이메이다이 도란스포마(戦え！超ロボット生命体トランスフォーマー)》의 제목으로 방영되었고 시즌 3은 《도란스포마 2010(ランスフォーマー２０１０)》의 제목으로 방영되었다. 1987년 제작된 시리즈는 이전 시리즈의 결말을 따르지만, 1998년 5번째 시즌과 마지막 시즌은 토미라는 이름의 소년과 다섯 번째 시즌의 주인공인 옵티머스 프라임이 나오는 에피소드로, 이전 시리즈의 개작된 이야기이다. 일본에서는 이 시리즈의 후속작인 《트랜스포머 더 헤드마스터즈》가 별도로 제작되었다.
또한 가네다 마사미가 스토리를 마가미 반이 작화를 담당한 애니메이션을 기반으로 한 3개의 만화 시리즈가 제작되었다. 첫 번째 시리즈는 고단샤의 텔레비전 잡지에서 1986년 4월부터 1986년 11월까지, 두 번째 시리즈는 1986년 12월부터 4월까지, 세 번째 시리즈는 1987년 5월부터 7월까지 연재되었다. 첫 번째 만화 시리즈는 텔레비전 애니메이션 시리즈와 동일한 제목이며, 8화로 이뤄져 있다. 두 번째 만화 시리즈의 제목은 《조 로봇토 세이메이다이 모노가타리: 자★도란스포마(超ロボット生命体物語 ザ★トランスフォーマー)》이며, 5화로 이뤄져 있다. 세 번째 만화 시리즈 제목은 《도란스포마 다이센소(トランスフォーマー大戦争)》이며, 3화로 이뤄져 있다. 